# Sabrina Marinucci
Sabrina Marinucci (Pescara, 5 maggio 1969) è un'attrice italiana.

## Biografia
Ha esordito al cinema con il film del 1999, The Omega Code, con la regia di Robert Marcarelli.
Dal 2001 al 2006 ha ricoperto nella soap opera CentoVetrine il ruolo di Rosa Bianco.
Nel 2012 rientra a far parte per un breve periodo della soap opera.

## Filmografia

### Cinema
- The Omega Code, regia di Robert Marcarelli (1999)

### Televisione
- CentoVetrine, registi vari - Soap opera - Canale 5 (2001-2006/2012) - Ruolo: Rosa Bianco